# Sainte-Alvère-Saint-Laurent-les-Bâtons
Sainte-Alvère-Saint-Laurent-les-Bâtons era una comuna nueva francesa, que estaba situada en el departamento de Dordoña, de la región de Nueva Aquitania, y que el 1 de enero de 2017 fue suprimida al fusionarse con la comuna de Cendrieux, formando la comuna nueva de Val-de-Louyre-et-Caudeau.

## Historia
Fue creada el 1 de enero de 2016, en aplicación de una resolución del prefecto de Dordoña de 22 de noviembre de 2015 con la unión de las comunas de Sainte-Alvère y Saint-Laurent-des-Bâtons, pasando a estar el ayuntamiento en la antigua comuna de Sainte-Alvère.

## Demografía
| Gráfica de evolución demográfica de Sainte-Alvère-Saint-Laurent-les-Bâtons entre 1800 y 2013 |
|                                                                                              |

Los datos entre 1800 y 2013 son el resultado de sumar los parciales de las dos comunas que formaban la nueva comuna de Sainte-Alvère-Saint-Laurent-les-Bâtons, cuyos datos se han cogido de 1800 a 1999, para las comunas de Sainte-Alvère y Saint-Laurent-des-Bâtons de la página francesa EHESS/Cassini. Los demás datos se han cogido de la página del INSEE.

## Composición
| Comuna delegada          | Código INSEE | Población (2013) | Superficie (km²) | Densidad (hab./km²) |
| ------------------------ | ------------ | ---------------- | ---------------- | ------------------- |
| Sainte-Alvère            | 24362        | 847              | 32.42            | 26                  |
| Saint-Laurent-des-Bâtons | 24435        | 205              | 19.47            | 11                  |